# Vergentis in senium
Vergentis in senium ist eine am 25. März 1199 von Papst Innozenz III. erlassene Dekretale. Sie war an den Klerus, die Konsuln und insbesondere auch an die Bürger von Viterbo, einer Stadt im Patrimonium Petri, gerichtet, mit dem Ziel, die Ketzer in den Schoß der Kirche zurückzuführen.
„In den Gebieten, die unserer weltlichen Rechtsprechung unterworfen sind, ordnen wir die Konfiskation der Güter der Begünstiger, Beherberger, Verteidiger und Anhänger [von Ketzern] an … Auf diese Weise führt die weltliche Strafe sie zurück, die die kirchliche Disziplin nicht zur Vernunft bringt … um wie viel mehr müssen dann diejenigen ihrer weltlichen Güter beraubt werden, die durch den Abfall vom rechten Glauben Gottes Sohn Jesus Christus beleidigt haben und [daher] vom Haupt unserer Kirche, das Christus ist, durch kirchliche Strenge getrennt werden.“ (Hagender 1979)
Die Dekretale zeichnet sich demnach durch unübersehbare Härte aus. Druck, Isolation und harte Strafen sollten jene treffen, die ihr „Unrecht“ nicht einsehen wollten. Ein etwas genauerer Blick auf die Dekretale lässt allerdings erkennen, dass der Papst hier eigentlich auf Viterbo abzielen wollte.
Gegen den Willen Innozenz’ III. hatte sich die Kommune Viterbo 1198 dem Tuskenbund angeschlossen. Im folgenden Jahr 1199 stand Viterbo dann im offenen Kampf mit der Kommune Rom. Viterbo unterlag in den Auseinandersetzungen und musste seit 1200 Exkommunikation und Interdikt erdulden. Vergentis in senium wurde nun dafür genutzt, die autonome Macht von Viterbo zu brechen.
Die Ketzerei betreffend, sollte bei Delikten die Infamie verhängt werden. Dies bedeutete den Verlust des aktiven wie des passiven Wahlrechts, den Verlust des Bürgerrechts und das Unvermögen, öffentlich Ämter auszuüben. Den Besitz der Häretiker galt es zu konfiszieren. Auffällig sind die Parallelen zur Bulle Lucius’ III. Ad abolendam von 1184. Neu ist bei Innozenz, dass auch die Söhne nicht auf den konfiszierten Besitz zurückgreifen können. Überdies wurde in Vergentis in senium erstmals das Verbrechen der Häresie in Anlehnung an das weltliche Recht jenem der Majestätsbeleidigung gleichgesetzt. Aufgrund dieser Bestimmungen gilt die Dekretale als wichtiges Dokument in der Entstehungsgeschichte der Inquisition.
Der Empfängerkreis wird deutlich. Es sollte nicht die Unterschichten, sondern die besitzenden Kreise in den Städten treffen. Dies ist jener Teil der Dekretale, welchen der Papst gezielt gegen die Autonomiebestrebungen Viterbos sowie später auch gegen die Kommune Orvieto einsetzen konnte.
Die Bedeutung Innozenz’ bei der Ketzerverfolgung kann kaum überschätzt werden. Er schuf die rechtliche Basis und suchte durch Strafandrohungen den weltlichen Arm miteinzubeziehen.